# Cjarsons
I cjarsons (pronuncia friulana [carˈsoŋs]), (detti anche cjalsons o cjalzons), sono un tipico piatto della cucina friulana, più precisamente della regione alpina della Carnia, ma diffuso anche nella pianura friulana.

## Caratteristiche
Sono costituiti da una pasta di grano tenero o (in alcune varianti) di patate ripiena, simile agli agnolotti o ai ravioli, e caratterizzati da un contrasto tra il sapore dolce ed il salato. Il ripieno (pistùm o pastùm) infatti, realizzato in diverse varianti a seconda della ricetta locale, può contenere uva passa, cioccolato fondente o cacao, cannella, spinaci, erba cipollina, ricotta, marmellata, rum, grappa, prezzemolo, biscotti secchi, uova, latte. 
Come i ravioli, vengono cucinati in acqua salata e, scolati, si condiscono con burro fuso e ricotta affumicata (scuete fumade). In alternativa al burro, può essere utilizzato l'ont (burro schiumato da cui è stata eliminata l'acqua e raddensato per facilitarne la conservazione nei mesi estivi), che in tempi passati veniva largamente utilizzato nella cucina carnica nell'impossibilità di conservare il burro per lunghi tempi.
Tradizionale piatto per le feste grandi (ad esempio per i matrimoni), i cjarsons sono fra i piatti della cucina carnica tradizionale, riscoperti ed elevati a piatto della ristorazione negli anni 1970 dal cuoco carnico Gianni Cosetti.